# Liste des principaux cours d'eau de la France par bassin versant
Cette liste recense les cours d'eau de France, organisés par bassins versants.

## Méthodologie
Cette liste recense les cours d'eau qui coulent au moins partiellement en France, organisés par mer ou océan.
Les cours d'eau qui se jettent dans la mer ou l'océan (généralement qualifiés de fleuves) sont mis en évidence en gras. Quelques cours d'eau, bien que ne coulant pas en France, sont mentionnés car ils possèdent des affluents français ; ils sont indiqués en italique.
Afin de limiter la taille de la liste, elle est limitée aux cours d'eau qui dépassent 50 km, ou qui possèdent un affluent de plus de 50 km de long.
Les localités des embouchures ou confluents sont indiquées entre parenthèses, après le nom du cours d'eau.

## Bassins versants
En France métropolitaine, les rivières et fleuves suivants possèdent des bassins versants de plus de 10 000 km2 :
| Cours d'eau | superficie totale (km2) | pays (superficie affectée)                                                                   | affluents                       | superficie (km2)                   |
| ----------- | ----------------------- | -------------------------------------------------------------------------------------------- | ------------------------------- | ---------------------------------- |
| Rhin        | 185 000                 | Allemagne Autriche Belgique France Luxembourg Pays-Bas Liechtenstein Suisse Italie (mineure) | Moselle                         | 28 286                             |
| Loire       | 117 000                 | France                                                                                       | Maine Vienne Sarthe Allier Cher | 22 194 21 105 16 374 14 310 13 920 |
| Rhône       | 95 500                  | France Suisse Italie (mineure)                                                               | Saône Durance Isère             | 29 950 14 225 11 800               |
| Èbre        | 85 550                  | Espagne France (mineure)                                                                     | Sègre                           | 22 579                             |
| Seine       | 78 650                  | Belgique France                                                                              | Oise Marne Yonne                | 16 667 12 920 10 887               |
| Pô          | 71 057                  | Autriche (mineure) France (mineure) Italie Suisse                                            |                                 |                                    |
| Garonne     | 55 846                  | Andorre (mineure) Espagne France                                                             | Tarn Lot                        | 15 700 11 254                      |
| Meuse       | 36 000                  | Allemagne Belgique France (9 000) Luxembourg Pays-Bas                                        |                                 |                                    |
| Dordogne    | 23 957                  | France                                                                                       |                                 |                                    |
| Escaut      | 21 863                  | Belgique France (6 680) Pays-Bas                                                             |                                 |                                    |
| Adour       | 16 880                  | France                                                                                       |                                 |                                    |
| Vilaine     | 10 882                  | France                                                                                       |                                 |                                    |
| Charente    | 10 549                  | France                                                                                       |                                 |                                    |

## Liste

### France métropolitaine continentale

#### Mer du Nord
Les cours d'eau de cette section se jettent dans la mer du Nord. Ils sont organisés suivant la localisation de leur embouchure, du nord-est (Pays-Bas) au sud-ouest (pas de Calais).
- Rhin (Rotterdam, Pays-Bas, pour la branche principale)
  - Moselle (Coblence, Allemagne)
    - Sarre (Konz, Allemagne)
      - Nied (Réhling-Sierbourg, Allemagne)
      - Blies (Kleinbliederstroff, Allemagne, et Sarreguemines)

    - Sûre (Mertert, Luxembourg, et Oberbillig, Allemagne)
      - Alzette (Ettelbruck, Luxembourg)

    - Orne (Richemont)
    - Seille (Metz)
    - Rupt de Mad (Arnaville)
    - Meurthe (Frouard)
      - Mortagne (Mont-sur-Meurthe)
      - Vezouze (Rehainviller)

    - Madon (Pont-Saint-Vincent)

  - Lauter (Neuburg am Rhein, Allemagne, et Lauterbourg)
  - Sauer (Munchhausen)
  - Moder (Neuhaeusel)
    - Zorn (Herrlisheim et Rohrwiller)

  - Ill (Offendorf)
    - Bruche (Strasbourg)
    - Largue (Illfurth)
    - Thur (Ensisheim)
- Meuse (Goeree-Overflakkee et Westvoorne, Pays-Bas, pour la branche principale)
  - Sambre (Namur, Belgique)
    - Helpe Majeure (Noyelles-sur-Sambre)
    - Helpe Mineure (Maroilles)

  - Semois (Monthermé)
  - Sormonne (Warcq)
  - Bar (Dom-le-Mesnil et Villers-sur-Bar)
  - Chiers (Bazeilles et Remilly-Aillicourt)
    - Loison (Quincy-Landzécourt)
    - Othain (Montmédy et Villécloye)

  - Aroffe (Rigny-la-Salle)
  - Vair (Maxey-sur-Meuse)
  - Mouzon (Neufchâteau)
- Escaut (Flessingue et L'Écluse, Pays-Bas)
  - Lys (Gand, Belgique)
    - Deûle (Deûlémont)

  - Scarpe (Mortagne-du-Nord)
  - Haine (Condé-sur-l'Escaut)
- Yser (Nieuport, Belgique)
- Aa (Gravelines)

#### Manche
Les cours d'eau de cette section se jettent dans la Manche. Ils sont organisés suivant la localisation de leur embouchure, de l'est (pas de Calais) à l'ouest (Finistère).
- Canche (Étaples et Le Touquet-Paris-Plage)
- Authie (Conchil-le-Temple et Quend)
- Somme (Le Crotoy et Saint-Valery-sur-Somme)
  - Avre (Amiens)
- Bresle (Le Tréport)
- Arques (Dieppe)
  - Béthune (Arques-la-Bataille et Martin-Église)
- Seine (Honfleur et Le Havre)
  - Risle (rejoint la Manche dans l'estuaire de la Seine, entre Berville-sur-Mer et Saint-Samson-de-la-Roque)
    - Charentonne (Serquigny)

  - Eure (Saint-Pierre-lès-Elbeuf)
    - Iton (Acquigny)
    - Avre (Montreuil et Saint-Georges-Motel)

  - Andelle (Pîtres)
  - Epte (Giverny)
  - Oise (Andrésy et Conflans-Sainte-Honorine)
    - Thérain (Montataire)
    - Aisne (Clairoix et Compiègne)
      - Vesle (Ciry-Salsogne et Condé-sur-Aisne)
      - Suippe (Condé-sur-Suippe)
      - Aire (Grandpré)

    - Ailette (Quierzy)
    - Serre (Danizy)
    - Thon (Étréaupont)

  - Marne (Alfortville et Charenton-le-Pont)
    - Grand Morin (Condé-Sainte-Libiaire)
      - Aubetin (Pommeuse)

    - Ourcq (Congis-sur-Thérouanne et Mary-sur-Marne)
    - Petit Morin (La Ferté-sous-Jouarre)
    - Somme-Soude (Aulnay-sur-Marne et Jâlons)
    - Saulx (Vitry-le-François)
      - Chée (Vitry-en-Perthois)
      - Ornain (Étrepy)

    - Blaise (Isle-sur-Marne)
    - Rognon (Donjeux et Saint-Urbain-Maconcourt)

  - Yerres (Villeneuve-Saint-Georges)
  - Orge (Athis-Mons)
  - Essonne (Corbeil-Essonnes)
    - Juine (Itteville et Vert-le-Petit)

  - Loing (Moret-Loing-et-Orvanne et Saint-Mammès)
    - Lunain (Moret-Loing-et-Orvanne)
    - Ouanne (Conflans-sur-Loing)

  - Yonne (Montereau-Fault-Yonne)
    - Vanne (Sens)
    - Armançon (Cheny et Migennes)
      - Brenne (Buffon)

    - Serein (Bonnard)
    - Cure (Deux Rivières)
      - Cousin (Givry)

  - Aube (Marcilly-sur-Seine)
    - Voire (Chalette-sur-Voire et Lesmont)
    - Aujon (Longchamp-sur-Aujon)

  - Barse (Saint-Parres-aux-Tertres)
  - Ource (Bar-sur-Seine et Merrey-sur-Arce)
- Touques (Deauville et Trouville-sur-Mer)
- Dives (Cabourg et Houlgate)
  - Vie (Belle Vie en Auge)
- Orne (Merville-Franceville-Plage et Ouistreham)
- Seulles (Courseulles-sur-Mer)
- Vire (Carentan-les-Marais et Géfosse-Fontenay)
  - Aure (Isigny-sur-Mer et Osmanville)
    - Drôme (Maisons)
- Douve (Carentan-les-Marais)
- Sienne (Agon-Coutainville et Regnéville-sur-Mer)
  - Soulles (Heugueville-sur-Sienne et Orval sur Sienne)
- Sée (Le Val-Saint-Père et Vains)
- Sélune (Céaux et Le Val-Saint-Père)
- Couesnon (Beauvoir et Le Mont-Saint-Michel)
- Rance (Dinard et Saint-Malo)
- Arguenon (Saint-Cast-le-Guildo et Saint-Jacut-de-la-Mer)
- Trieux (Lézardrieux et Ploubazlanec)
  - Leff (Plourivo et Quemper-Guézennec)
- Léguer (Lannion et Ploulec'h)

#### Océan Atlantique
Les cours d'eau de cette section se jettent dans l'océan Atlantique. Ils sont organisés suivant la localisation de leur embouchure, du nord (Finistère) au sud (Espagne).
- Élorn (Brest et Plougastel-Daoulas)
- Aulne (Landévennec et Logonna-Daoulas)
- Odet (Bénodet et Combrit)
- Laïta (Clohars-Carnoët et Guidel)
  - Ellé (Quimperlé)
- Blavet (Lanester et Locmiquélic)
  - Ével (Baud et Languidic)
- Scorff (Lanester et Lorient)
- Ria d'Auray (Baden et Locmariaquer)
- Vilaine (Muzillac et Pénestin)
  - Isac (Fégréac)
  - Oust (Redon et Rieux)
    - Arz (Saint-Perreux)
    - Aff (Bains-sur-Oust et La Gacilly)
    - Claie (Saint-Congard)
    - Ninian (Guillac et Ploërmel)
      - Yvel (Ploërmel et Taupont)

    - Lié (Bréhan et Forges de Lanouée)

  - Don, ou Canut, (Avessac et Massérac)
  - Chère (Pierric et Sainte-Anne-sur-Vilaine)
  - Semnon (Bourg-des-Comptes et Pléchâtel)
  - Seiche (Bruz)
  - Meu (Chavagne et Goven)
- Loire (Saint-Brevin-les-Pins et Saint-Nazaire)
  - Acheneau (Le Pellerin)
    - Boulogne (lac de Grand-Lieu : Saint-Philbert-de-Grand-Lieu)

  - Sèvre Nantaise (Nantes)
    - Maine (Saint-Fiacre-sur-Maine et Vertou)
    - Moine (Clisson)

  - Erdre (Nantes)
  - Èvre (Mauges-sur-Loire)
  - Layon (Chalonnes-sur-Loire)
  - Maine (Bouchemaine et Sainte-Gemmes-sur-Loire)
    - Mayenne (Angers)
      - Oudon (Grez-Neuville et Le Lion-d'Angers)
        - Verzée (Segré-en-Anjou Bleu)

      - Jouanne (Entrammes)
      - Ernée (Saint-Jean-sur-Mayenne)
      - Colmont (Ambrières-les-Vallées et La Haie-Traversaine)
      - Varenne (Ambrières-les-Vallées)

    - Sarthe (Angers)
      - Loir (Briollay et Écouflant)
        - Braye (Loir en Vallée et Vallée-de-Ronsard)

      - Vaige (Sablé-sur-Sarthe)
      - Erve (Sablé-sur-Sarthe)
      - Vègre (Avoise)
      - Huisne (Le Mans)
      - Orne saosnoise (Montbizot)

  - Authion (Les Ponts-de-Cé)
    - Lathan (Beaufort-en-Anjou et Longué-Jumelles)

  - Thouet (Saumur)
    - Dive (Saint-Just-sur-Dive)
    - Argenton (Le Puy-Notre-Dame et Saint-Martin-de-Sanzay)
    - Thouaret (Plaine-et-Vallées)

  - Vienne (Candes-Saint-Martin)
    - Creuse (Nouâtre et Port-de-Piles)
      - Claise (Abilly)
      - Gartempe (La Roche-Posay et Yzeures-sur-Creuse)
        - Anglin (Angles-sur-l'Anglin et Saint-Pierre-de-Maillé)
          - Salleron (Concremiers et Ingrandes)
          - Benaize (Saint-Hilaire-sur-Benaize)

        - Brame (Val-d'Oire-et-Gartempe)
        - Vincou (Peyrat-de-Bellac)
        - Semme (Droux)

      - Bouzanne (Chasseneuil et Le Pont-Chrétien-Chabenet)
      - Petite Creuse (Fresselines)

    - Clain (Cenon-sur-Vienne et Châtellerault)
      - Auxance (Chasseneuil-du-Poitou)
      - Clouère (Aslonnes et Château-Larcher)
      - Vonne (Vivonne)

    - Briance (Bosmie-l'Aiguille et Condat-sur-Vienne)
    - Taurion (Saint-Priest-Taurion)
    - Maulde (Saint-Denis-des-Murs et Saint-Léonard-de-Noblat)

  - Indre (Avoine)
    - Indrois (Azay-sur-Indre)

  - Cher (Villandry)
    - Fouzon (Couffy)
    - Sauldre (Châtillon-sur-Cher et Selles-sur-Cher)
      - Rère (Villeherviers)
      - Petite Sauldre (Salbris)

    - Arnon (Saint-Hilaire-de-Court)
    - Yèvre (Vierzon)
      - Auron (Bourges)

    - Aumance (Meaulne-Vitray)
    - Tardes (Budelière et Évaux-les-Bains)
      - Voueize (Chambon-sur-Voueize)

  - Cisse (Vouvray)
    - Brenne (Vernou-sur-Brenne)

  - Beuvron (Candé-sur-Beuvron)
    - Cosson (Candé-sur-Beuvron)

  - Vauvise (Saint-Satur)
  - Allier (Cuffy et Gimouille)
    - Sioule (La Ferté-Hauterive)
      - Bouble (Bayet et Saint-Pourçain-sur-Sioule)

    - Dore (Mons et Ris)
    - Morge (Luzillat et Vinzelles)
    - Alagnon (Beaulieu et Auzat-la-Combelle)
    - Senouire (Fontannes et Vieille-Brioude)
    - Chapeauroux (Saint Bonnet-Laval et Saint-Christophe-d'Allier)

  - Acolin (Avril-sur-Loire)
  - Aron (Decize et Saint-Léger-des-Vignes)
    - Canne (Cercy-la-Tour)
    - Alène (Cercy-la-Tour)

  - Besbre (Diou)
  - Arroux (Digoin et La Motte-Saint-Jean)
    - Bourbince (Digoin)

  - Arconce (Chassenard et Varenne-Saint-Germain)
  - Rhins (Roanne)
  - Lignon du Forez (Civens et Feurs)
  - Ance (Bas-en-Basset et Beauzac)
  - Lignon du Velay (Monistrol-sur-Loire et Saint-Maurice-de-Lignon)
- Falleron (Bouin et Les Moutiers-en-Retz)
- Vie (Saint-Gilles-Croix-de-Vie)
- Lay (baie de l'Aiguillon : L'Aiguillon-la-Presqu'île)
  - Yon (Le Champ-Saint-Père et Rosnay)
  - Smagne (Bessay et Mareuil-sur-Lay-Dissais)
  - Petit Lay (Bournezeau et Chantonnay)
- Sèvre Niortaise (baie de l'Aiguillon : Charron et Puyravault)
  - Vendée (L'Île-d'Elle et Marans)
  - Autize (Damvix et Maillé)
- Charente (Fouras et Port-des-Barques)
  - Boutonne (Bords et Cabariot)
  - Seugne (Courcoury et Les Gonds)
  - Né (Merpins et Salignac-sur-Charente)
  - Bonnieure (Mouton et Puyréaux)
    - Tardoire (Saint-Ciers-sur-Bonnieure)
      - Bandiat (Agris)
- Seudre (La Tremblade et Marennes-Hiers-Brouage)
- Dordogne (estuaire de la Gironde, Bayon-sur-Gironde)
  - Isle (Fronsac et Libourne)
    - Lary (Guîtres)
    - Dronne (Coutras)
      - Lizonne (Allemans et Saint-Séverin)
      - Côle (Brantôme en Périgord et Condat-sur-Trincou)

    - Auvézère (Bassillac et Auberoche et Escoire)
    - Loue (Coulaures)

  - Vézère (Limeuil)
    - Corrèze (Saint-Pantaléon-de-Larche et Ussac)

  - Céou (Castelnaud-la-Chapelle)
  - Cère (Girac et Prudhomat)
  - Maronne (Argentat-sur-Dordogne et Monceaux-sur-Dordogne)
  - Doustre (retenue du barrage d'Argentat, Argentat-sur-Dordogne et Saint-Martial-Entraygues)
  - Luzège (retenue du barrage du Chastang, Laval-sur-Luzège et Soursac)
  - Triouzoune (retenue du barrage de l'Aigle, Neuvic et Sérandon)
  - Diège (retenue du barrage de Marèges, Roche-le-Peyroux et Sarroux - Saint Julien)
  - Rhue (Bort-les-Orgues)
  - Chavanon (Confolent-Port-Dieu et Savennes)
- Garonne (estuaire de la Gironde : Bayon-sur-Gironde)
  - Ciron (Barsac)
  - Drot (Casseuil et Caudrot)
  - Avance (Gaujac)
  - Lot (Aiguillon)
    - Lède (Casseneuil)
    - Célé (Bouziès et Tour-de-Faure)
    - Dourdou de Conques (Conques-en-Rouergue)
    - Truyère (Entraygues-sur-Truyère)
      - Goul (Entraygues-sur-Truyère et Saint-Hippolyte)
      - Bès (retenue du barrage de Grandval, Fridefont et Val d'Arcomie)

    - Colagne (Bourgs sur Colagne et Saint-Bonnet-de-Chirac)

  - Baïse (Saint-Léger)
    - Gélise (Lavardac)
      - Osse (Andiran et Nérac)
      - Auzoue (Mézin)

    - Petite Baïse (L'Isle-de-Noé)

  - Auvignon (Feugarolles)
  - Gers (Layrac)
  - Séoune (Boé et Lafox)
  - Auroue (Saint-Nicolas-de-la-Balerme et Saint-Sixte)
  - Barguelonne (Golfech et Lamagistère)
  - Arrats (Saint-Loup)
  - Tarn (Boudou et Saint-Nicolas-de-la-Grave)
    - Lemboulas (Moissac)
    - Aveyron (Lafrançaise et Villemade)
      - Vère (Bruniquel)
      - Cérou (Milhars)
      - Viaur (Laguépie et Saint-Martin-Laguépie)
        - Céor (Saint-Just-sur-Viaur)

    - Agout (Coufouleux et Saint-Sulpice-la-Pointe)
      - Dadou (Ambres et Giroussens)
      - Sor (Sémalens)
      - Thoré (Castres et Navès)
        - Arn (Bout-du-Pont-de-Larn et Pont-de-Larn)

      - Gijou (Vabre)

    - Rance (Curvalle et La Bastide-Solages)
    - Dourdou de Camarès (Broquiès et Saint-Izaire)
    - Dourbie (Millau)

  - Gimone (Castelferrus)
  - Save (Grenade)
    - Gesse (Espaon)

  - Hers-Mort (Grenade et Ondes)
    - Girou (Castelnau-d'Estrétefonds et Saint-Sauveur)

  - Touch (Blagnac et Toulouse)
  - Ariège (Pinsaguel et Portet-sur-Garonne)
    - Lèze (Clermont-le-Fort et Labarthe-sur-Lèze)
    - Hers-Vif, ou Grand Hers, (Cintegabelle)

  - Louge (Muret)
  - Arize (Carbonne)
  - Salat (Roquefort-sur-Garonne)
  - Neste (Montréjeau)
- Eyre (Biganos et Le Teich)
- Adour (Anglet et Tarnos)
  - Nive (Bayonne)
  - Bidouze (Guiche)
  - Gave de Pau (Port-de-Lanne et Sames)
    - Gave d'Oloron (Oeyregave et Sorde-l'Abbaye)
      - Saison (Athos-Aspis et Autevielle-Saint-Martin-Bideren)
      - Gave d'Aspe (Oloron-Sainte-Marie)

  - Luy (Siest et Tercis-les-Bains)
    - Luy de France (Castel-Sarrazin et Gaujacq)
    - Luy de Béarn (Castel-Sarrazin)

  - Louts (Goos et Préchacq-les-Bains)
  - Midouze (Audon et Bégaar)
    - Douze (Mont-de-Marsan)
      - Estampon (Roquefort)

    - Midou (Mont-de-Marsan)

  - Gabas (Souprosse et Toulouzette)
  - Léez (Barcelonne-du-Gers)
  - Arros (Izotges)
    - Bouès (Beaumarchés)

  - Échez (Maubourguet)
- Bidassoa (Fontarrabie, Espagne, et Hendaye)

#### Méditerranée

##### Côte continentale française
Les cours d'eau de cette section s'écoulent sur le territoire continental de la France et se jettent dans la mer Méditerranée, dans le golfe du Lion ou la mer Tyrrhénienne. Ils sont organisés suivant la localisation de leur embouchure, d'ouest (Espagne) en est (Italie).
- Èbre (Deltebre et Sant Jaume d'Enveja, Espagne)
  - Sègre (Mequinenza, Espagne)
- Tech (Argelès-sur-Mer)
- Têt (Canet-en-Roussillon)
- Agly (Le Barcarès et Torreilles)
- Berre (Peyriac-de-Mer, via l'étang de Bages-Sigean)
- Aude (Fleury et Vendres)
  - Cesse (Saint-Marcel-sur-Aude et Sallèles-d'Aude)
  - Orbieu (Marcorignan et Raissac-d'Aude)
  - Fresquel (Carcassonne)
- Orb (Valras-Plage)
- Hérault (Agde)
  - Vis (Cazilhac et Saint-Julien-de-la-Nef)
- Vidourle (Le Grau-du-Roi)
- Rhône (Arles et Port-Saint-Louis-du-Rhône)
  - Gardon (Comps et Vallabrègues)
    - Gardon d'Alès (Vézénobres)

  - Durance (Avignon et Barbentane)
    - Calavon (Caumont-sur-Durance)
    - Verdon (Saint-Paul-lès-Durance)
      - Artuby (Aiguines et Rougon)

    - Largue (Volx)
    - Asse (Valensole)
    - Bléone (Les Mées)
    - Buëch (Sisteron)
    - Ubaye (retenue du barrage de Serre-Ponçon, Ubaye-Serre-Ponçon)
    - Guil (Guillestre)

  - Ouvèze (Sorgues)
    - Sorgue (Bédarrides)
      - Nesque (Pernes-les-Fontaines)

  - Cèze (Codolet et Laudun-l'Ardoise)
  - Eygues/Aigue/Aygues (Orange)
  - Lez (Mondragon et Mornas)
  - Ardèche (Pont-Saint-Esprit)
    - Chassezac (Saint-Alban-Auriolles et Sampzon)

  - Roubion (Châteauneuf-du-Rhône)
  - Drôme (Livron-sur-Drôme et Loriol-sur-Drôme)
  - Eyrieux (Étoile-sur-Rhône)
  - Isère (Bourg-lès-Valence et La Roche-de-Glun)
    - Drac (Sassenage)
      - Romanche (Varces-Allières-et-Risset)

    - Arc (Chamousset)

  - Doux (Tournon-sur-Rhône et Saint-Jean-de-Muzols)
  - Galaure (Saint-Vallier)
  - Saône (La Mulatière et Lyon)
    - Azergues (Anse)
    - Chalaronne (Saint-Didier-sur-Chalaronne et Thoissey)
    - Veyle (Grièges)
    - Reyssouze (Pont-de-Vaux et Reyssouze)
    - Seille (La Truchère et Sermoyer)
      - Sâne Vive (Brienne et La Genête)
        - Sâne Morte (Ménetreuil)

      - Solnan (Louhans)
        - Vallière (Bruailles et Louhans)
        - Sevron (Varennes-Saint-Sauveur)

      - Brenne (Sens-sur-Seille)

    - Grosne (Marnay)
    - Dheune (Allerey-sur-Saône et Bragny-sur-Saône)
    - Doubs (Verdun-sur-le-Doubs)
      - Loue (Parcey)
      - Allaine/Allan (Bavans et Voujeaucourt)

    - Ouche (Échenon)
    - Tille (Les Maillys)
    - Ognon (Heuilley-sur-Saône et Perrigny-sur-l'Ognon)
      - Rahin (Les Aynans)

    - Vingeanne (Heuilley-sur-Saône et Talmay)
    - Salon (Autet)
    - Lanterne (Conflandey)
    - Côney (Corre)

  - Ain (Loyettes et Saint-Maurice-de-Gourdans)
    - Albarine (Châtillon-la-Palud)
    - Suran (Varambon)
    - Bienne (retenue du barrage de Coiselet, Condes et Dortan)

  - Bourbre (Chavanoz)
  - Fier (Seyssel)
    - Chéran (Rumilly)

  - Arve (Genève, Suisse)
- Touloubre (Saint-Chamas, via l'étang de Berre)
- Arc (Berre-l'Étang, via l'étang de Berre)
- Argens (Fréjus)
- Var (Nice et Saint-Laurent-du-Var)
  - Estéron (Gilette et Le Broc)
  - Tinée (Tournefort et Utelle)
- Roya (Vintimille, Italie)
- Pô (Porto Tolle, Italie)
  - Doire Ripaire (Turin, Italie)

##### Corse
Les cours d'eau de cette section se situent sur l'île de Corse et se jettent dans la Méditerranée. Ils sont organisés suivant la localisation de leur embouchure sur la côte, en partant du cap Corse et en tournant dans le sens des aiguilles d'une montre.
- Golo (Lucciana et Venzolasca)
- Tavignano (Aléria)
- Taravo (Serra-di-Ferro)

### Guyane
Les cours d'eau de cette section se jettent dans l'océan Atlantique. Ils sont organisés suivant la localisation de leur embouchure, d'ouest (Suriname) en est (Brésil).
- Maroni (Lawa en aval du confluent avec le Tapanahoni, Itany en aval du confluent avec l'Inini) (Awala-Yalimapo)
  - Balaté
  - Crique Serpent
  - Sparouine
  - Abounamy
  - Inini (Maripasoula)
  - Tampok (Maripasoula)
    - Ouaqui (Waki) (Maripasoula)

  - Marouini
  - Coulé-Coulé
  - Alama
  - Saramou
- Mana (Awala-Yalimapo)
  - Crique Portal
  - Crique Arouany
  - Crique Lézard
  - Acarouany (Mana)
- Iracoubo (Iracoubo)
- Counamama
- Sinnamary (Sinnamary)
  - Kourcibo (Saint-Élie)
- Kourou (Kourou)
- Mahury (Remire-Montjoly et Roura)
  - Comté (Oyak en aval du confluent avec l'Orapu)
    - Orapu
    - Roche Fendé
    - Grand Galibi
- Approuague (Régina)
  - Kourouaï (Régina)
  - Arataye (Régina)
- Oyapock (Ouanary)
  - Camopi (Camopi)
  - Yaloupi (Yaroupi) (Camopi)